# 北華盛頓港 (紐約州)
北華盛頓港（英語：Port Washington North）是位於美國紐約州拿騷縣的村。

## 人口
根據2020年美國人口普查的數據，北華盛頓港的面積為1.29平方千米，當中陸地面積為1.24平方千米，而水域面積為0.05平方千米。當地共有人口3160人，而人口密度為每平方千米2,450人。